# Emma Myers
Emma Myers (sinh ngày 2 tháng 4 năm 2002) là một nữ diễn viên người Mỹ. Cô bắt đầu sự nghiệp diễn xuất của bản thân với vai trò là một diễn viên nhí vào năm 2010, khi xuất hiện trong bộ phim truyền hình The Glades. Cô bắt đầu nổi tiếng và thu hút được nhiều sự chú ý khi góp mặt trong vai Enid Sinclair trong loạt phim truyền hình Wednesday của Netflix vào năm 2022.

## Danh sách phim

### Phim điện ảnh
| Năm  | Phim                  | Vai diễn                       | Ghi chú             | Nguồn |
| ---- | --------------------- | ------------------------------ | ------------------- | ----- |
| 2010 | Letters to God        | Cô gái trên xe buýt tới trường | Không được ghi danh |       |
| 2010 | Crooked               | Gym Girl                       | Phim ngắn           |       |
| 2020 | Deathless             | Mavis Nebick                   | Phim ngắn           |       |
| 2023 | Southern Gospel       | Angie Blackburn                |                     |       |
| 2023 | Family Switch         | CC Walker                      |                     | [ 4 ] |
| 2025 | Một bộ phim Minecraft | Natalie                        | Hậu kỳ              |       |

### Phim truyền hình
| Năm      | Tên                           | Vai diễn               | Ghi chú                              | Nguồn |
| -------- | ----------------------------- | ---------------------- | ------------------------------------ | ----- |
| 2010     | The Glades                    | Paige Slayton          | Tập phim "The Girlfriend Experience" | [ 1 ] |
| 2020     | The Baker and the Beauty      | Stephanie              | Tập mở đầu                           |       |
| 2020     | Dead of Night                 | The Girl from Magnolia | Hai tập phim                         |       |
| 2020     | A Taste of Christmas          | BeeBee Jordan          | Phim truyền hình                     | [ 5 ] |
| 2021     | Girl in the Basement          | Marie Cody             | Phim truyền hình                     | [ 5 ] |
| 2022–nay | Wednesday                     | Enid Sinclair          | Vai chính                            | [ 2 ] |
| 2024–nay | A Good Girl's Guide to Murder | Pippa "Pip" Fitz-Amobi | Vai chính                            | [ 6 ] |